# Conus sogodensis
Espèce
Conus sogodensis est une espèce de mollusques gastéropodes marins de la famille des Conidae.
Comme toutes les espèces du genre Conus, ces escargots sont prédateurs et venimeux. Ils sont capables de « piquer » les humains et doivent donc être manipulés avec précaution, voire pas du tout.

## Description
La taille de la coquille varie entre 44 mm et 62 mm.

## Distribution
Cette espèce marine est présente au large des Philippines.

## Taxonomie

### Publication originale
L'espèce Conus sogodensis a été décrite pour la première fois en 2012 par les malacologistes Guido T. Poppe (d), Éric Monnier (d) et Sheila P. Tagaro (d) dans « Visaya »,.

### Synonymes
- Conus (Phasmoconus) sogodensis (Poppe, Monnier & Tagaro, 2012) · appellation alternative
- Phasmoconus sogodensis Poppe, Monnier & Tagaro, 2012 · non accepté